# Stora Børøyna
Stora Børøyna est une île norvégienne dans le comté de Hordaland. Elle appartient administrativement à Hauglandshella.

## Géographie
Rocheuse et désertique, elle s'étend sur environ 1,3 km de longueur pour une largeur approximative de 479 m. 